# Syrphoctonus luisi
Syrphoctonus luisi är en stekelart som beskrevs av Ian D. Gauld och Paul E. Hanson 1997. Syrphoctonus luisi ingår i släktet Syrphoctonus och familjen brokparasitsteklar. Inga underarter finns listade i Catalogue of Life.